# Distrikt Kween
Kween ist ein Distrikt in Ostuganda. Die Hauptstadt des Distrikts ist Binyiny.

## Lage
Der Distrikt Kween grenzt im Norden an den Distrikt Nakapiripirit, im Nordosten an den Distrikt Amudat, im Osten an den Distrikt Bukwo, im Süden an die Kenia, im Westen an den Distrikt Kapchorwa und im Nordwesten an den Distrikt Bulambuli.

## Geschichte
Der Distrikt entstand 2010 aus Teilen des Distrikt Kapchorwa.

## Demografie
Die Bevölkerungszahl betrug 2014 93.667 Einwohner.
| Zensusjahr | Einwohnerzahl |
| ---------- | ------------- |
| 1991       | 37.343        |
| 2002       | 67.171        |
| 2014       | 93.667        |

## Wirtschaft
Subsistenzlandwirtschaft ist die wichtigste wirtschaftliche Aktivität im Distrikt.